# Ahmad Malick Njie
Ahmad Malick Njie, auch in der Schreibvariante Ahmed Malick, ist ein gambischer Politiker.

## Leben
| Parlamentswahl | Stimmen | Stimmanteil     |
| -------------- | ------- | --------------- |
| 2012           | n/a     | ohne Konkurrenz |
| 2017           | 358     | 3,91 %          |

Ahmad Malick Njie trat bei der Wahl zum Parlament 2012 als Kandidat der Alliance for Patriotic Reorientation and Construction (APRC) im Wahlkreis Upper Fulladu West in der Janjanbureh Administrative Area an. Da es von der Opposition keinen Gegenkandidaten gab, konnte er den Wahlkreis für sich gewinnen. Zu den Wahlen zum Parlament 2017 trat Njie im selben Wahlkreis erneut an. Mit 3,91 % konnte er den Wahlkreis nicht halten, er verlor ihn an Dawda Kawsu Jawara (UDP).